# ミカ・ブーレム
ミカ・スー・ブーレム（Mika Sue Boorem, 1987年8月18日 - ）は、アメリカ合衆国の女優。

## 来歴

### 生い立ち
アリゾナ州ツーソン出身。一歳年上の兄がいる。

### キャリア
6歳の頃からアリゾナ州の地方劇場で演劇を始め、テレビCMなどに出演していた。その後フランス語学校入学のために家族とともにロサンゼルスへ引っ越した。
最初の映画出演は1995年のアニメ映画『耳をすませば』(英題:Whisper of the Heart)の絹代役の米国版の吹き替えであった。9歳の時、人気TVドラマ『Touched by an Angel』でデビュー。1997年には喜劇ドラマシリーズ『アリー my Love』の第1話で少女役を演じる。その後1998年公開の『ジャック・フロスト』で主人公の少年に憧れるクラスメート役、2000年の『パトリオット』のマーガレット役を演じ注目を集め、それぞれその年のヤング・アーティスト・アワードにノミネートされた。その後も『アトランティスのこころ』、『ブルークラッシュ』などに出演し頭角をあらわす。2002年から2003年にかけて放送されたテレビドラマ『ドーソンズ・クリーク』のハーレー役で、ティーン・チョイス・アワードのチョイスTVサイドキック（最優秀TV脇役）にノミネートされた。その後も『スリープオーバー』、『スマイル』、『Augusta, Gone』、『Dr.HOUSE』第3シーズンの14話などに出演している。
最近では『ゴースト 〜天国からのささやき』のゲスト主演や、デヴィッド・クックのシングル『Light On』でミュージックビデオに出演している。

### 私生活
映画撮影などの多忙なスケジュールの合間を縫って、家族や友人と過ごす時間を大切にしているという。

## 主な出演作品

### 映画
| 公開年 | 邦題 原題                                                         | 役名                         | 備考           |
| ------ | ----------------------------------------------------------------- | ---------------------------- | -------------- |
| 1995   | 耳をすませば Whisper of the Heart                                 | 絹代                         | 米国版吹き替え |
| 1997   | リトル・トリー The Education of Little Tree                       | 少女                         |                |
| 1998   | ジャック・フロスト Jack Frost                                     | ナタリー                     | 日本劇場未公開 |
| 1998   | マイティ・ジョー Mighty Joe Young                                 | ジル（少女時代）             |                |
| 1999   | 彼女を見ればわかること Things You Can Tell Just by Looking at Her | ジューン                     |                |
| 1999   | レベッカ/失われた記憶 A Memory in My Heart                        | リリー・スチュワート         | テレビ映画     |
| 2000   | パトリオット The Patriot                                          | マーガレット・マーティン     |                |
| 2001   | スパイダー Along Came a Spider                                    | ミーガン・ローズ             |                |
| 2001   | アトランティスのこころ Hearts in Atlantis                         | キャロル・ガーバー/モリー    |                |
| 2001   | サンキュー、ボーイズ Riding in Cars with Boys                     | ビバリー・ドノフリオ（11歳） |                |
| 2002   | ブルークラッシュ Blue Crush                                       | ペニー                       |                |
| 2004   | ダンシング・ハバナ Dirty Dancing: Havana Nights                   | スージー·ミラー              |                |
| 2004   | スリープオーバー Sleepover                                        | ハンナ                       | 日本劇場未公開 |
| 2007   | 警察署長ジェッシイ・ストーン 訣別の海 Jesse Stone: Sea Change     | キャスリーン・ホルトン       | テレビ映画     |
| 2010   | ザ・ウォード/監禁病棟 The Ward                                    | アリス                       |                |

### テレビ
| 公開年    | 邦題 原題                                     | 役名                                    | 備考                                         |
| --------- | --------------------------------------------- | --------------------------------------- | -------------------------------------------- |
| 1996-2003 | Touched by an Angel                           | コーネリア・ケイシー/メリッサ・ホートン | 4エピソード                                  |
| 1997      | サブリナ Sabrina, the Teenage Witch           | ゼルダ(幼少期)                          | シーズン1 第22話 "魔女おばさんの昔話"        |
| 1997      | アリー my Love Ally McBeal                    | アリー（7歳）                           | シーズン1 第1話 "めぐりあい"（パイロット版） |
| 1997-1998 | The Tom Show                                  | アリッサ・アムロ                        | 19エピソード                                 |
| 1998      | 炎のテキサス・レンジャー Walker, Texas Ranger | ジェニファー·マクガイア                 | シーズン6 第8話 "Second Chance"              |
| 1999      | プロビデンス Providence                       | ゾーイ                                  | シーズン1 第2話 "聖なる名前"                 |
| 2002-2003 | ドーソンズ・クリーク Dawson's Creek           | ハーリー・ヘットソン                    | 6エピソード                                  |
| 2007      | Dr.HOUSE House                                | ハンナ・モルガンタル                    | シーズン3 第14話 "鈍感な体"                  |
| 2008      | ゴースト 〜天国からのささやき Ghost Whisperer | オリビア·ケラー                         | シーズン4 第5話 "愛と友情の狭間で"           |

### ミュージックビデオ
- デヴィッド・クック - 『Light On』